# Proteleas sulcatus
Proteleas sulcatus is een vliesvleugelig insect uit de familie van de Scelionidae. De wetenschappelijke naam van de soort is voor het eerst geldig gepubliceerd in 1961 door Kozlov.